# Партнери в дії
Партнери в дії (англ. Partners in Action) — американський бойовик 2002 року.

## Сюжет
Ставши свідком брудних махінацій продажних поліцейських і жорстоких наркоторговців, нічний сторож Джек Каннінгем змушений ховатися від правосуддя. Молодий хлопець Тед, любитель гострих відчуттів, ховає пораненого Джека у себе в підвалі, сподіваючись отримати за нього викуп, але незабаром розуміє, що тепер тільки він в силах допомогти невинній людині виправдатися в очах закону. Ризикуючи життям, друзі починають небезпечну гру з злочинцями, щоб за всяку ціну вивести їх на чисту воду.

## У ролях
- Арманд Ассанте — Джек Каннінгем
- Дуглас Сміт — Тедді
- Ларрі Дей — капітан Спіотта
- Мфо Коахо — Ті
- Алекс Харзі — Тоні Джорджиотіс
- Рой Льюїс — Піті
- Трейсі Шрів — Меріенн
- Джозеф Скорен — Полі
- Майкл Роулінз — Менні
- Шеннон Лосон — Карен Роман
- Ентоні Міфсуд — Джої
- Алан Кетлін — Білл
- Колін О'Міра — поліцейський
- Кірстін Хінтон — офіціантка
- Ден Віллмотт — Шон Маккенна